# Kurvelesh
Kurvelesh is een plaats en voormalige gemeente in de stad (bashkia) Tepelenë in de prefectuur Gjirokastër in Albanië. Sinds de gemeentelijke herindeling van 2015 doet Kurvelesh dienst als deelgemeente en is het een bestuurseenheid zonder verdere bestuurlijke bevoegdheden. De plaats telde bij de census van 2011 705 inwoners.

## Bevolking
In de volkstelling van 2011 telde de (voormalige) gemeente Kurvelesh 705 inwoners, een halvering vergeleken met 1.359 inwoners op 1 april 2001. De bevolking bestond voor het merendeel uit etnische Albanezen (617 personen; 87,52%).
Van de 705 inwoners in 2011 waren er 141 tussen de 0 en 14 jaar oud (20%), 442 inwoners waren tussen de 15 en 64 jaar oud (62,7%) en 122 inwoners waren 65 jaar of ouder (17,3%).

### Religie
De grootste religie in Kurvelesh was de soennitische islam met 70,07% van de bevolking. Daarnaast was 1,7% van de bevolking bektashi en minder dan 1% van de bevolking was christelijk.
| Plaats    | Bevolking (2011) | Islam (%)    | Katholiek (%) | Orthodox (%) | Bektashisme (%) |
| --------- | ---------------- | ------------ | ------------- | ------------ | --------------- |
| Kurvelesh | 705              | 494 (70,07%) | 5 (0,71%)     | 2 (0,28%)    | 12 (1,70%)      |